# Lengericher Skulpturenpark und Hortensiengarten

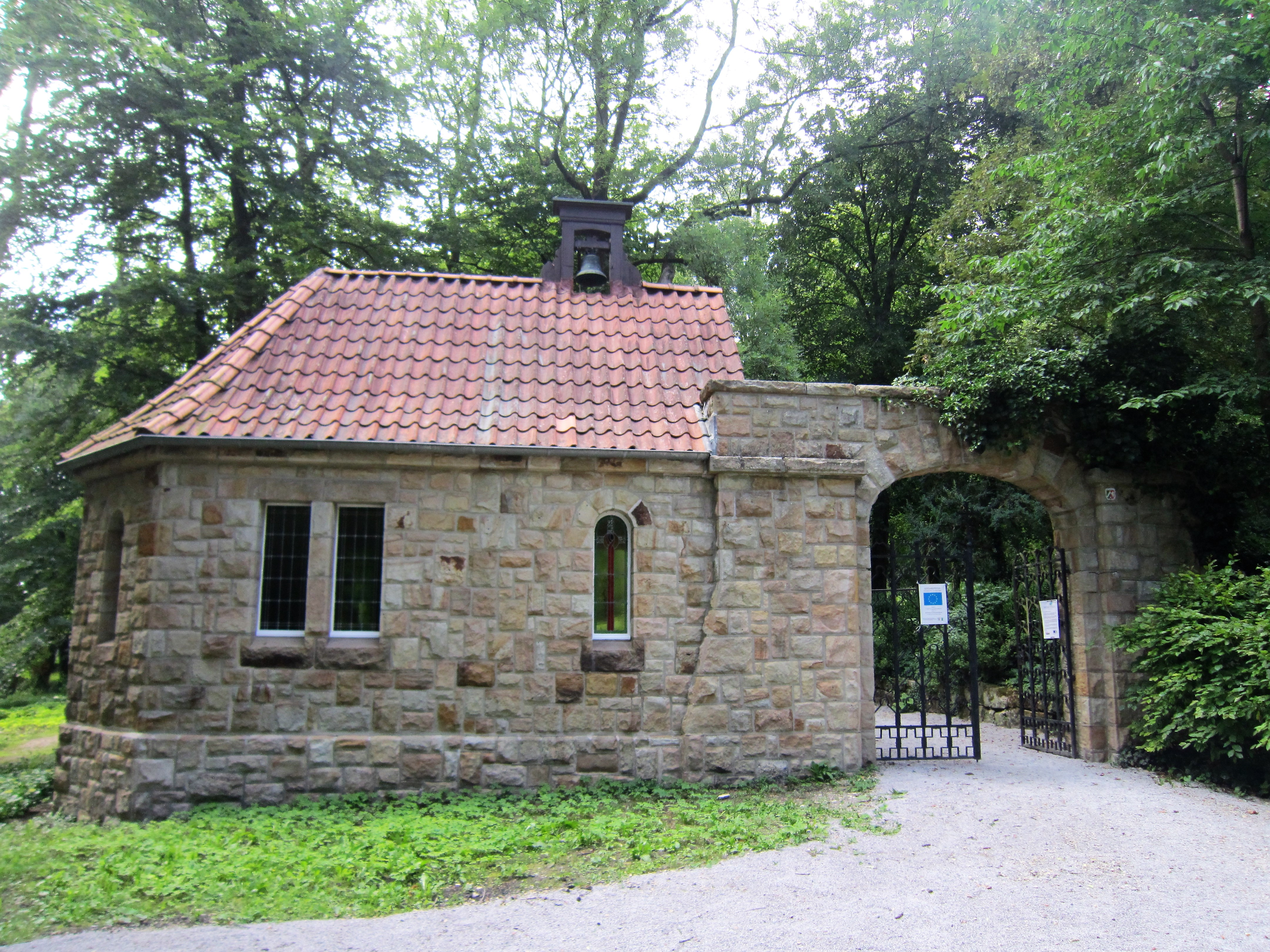
Kapelle des ehemaligen Friedhofs (2018); sie ist heute Teil des Lengericher Skulpturenparks und Hortensiengartens

Der Lengericher Skulpturenpark und Hortensiengarten ist ein kulturelles Naherholungsgebiet. Der Skulpturenpark zeigt Werke nationaler und internationaler Künstler. Der Hortensiengarten ist mit mehreren hundert Hortensiensorten der erste seiner Art in Deutschland. Skulpturenpark und Hortensiengarten sind frei zugänglich.

## Lage

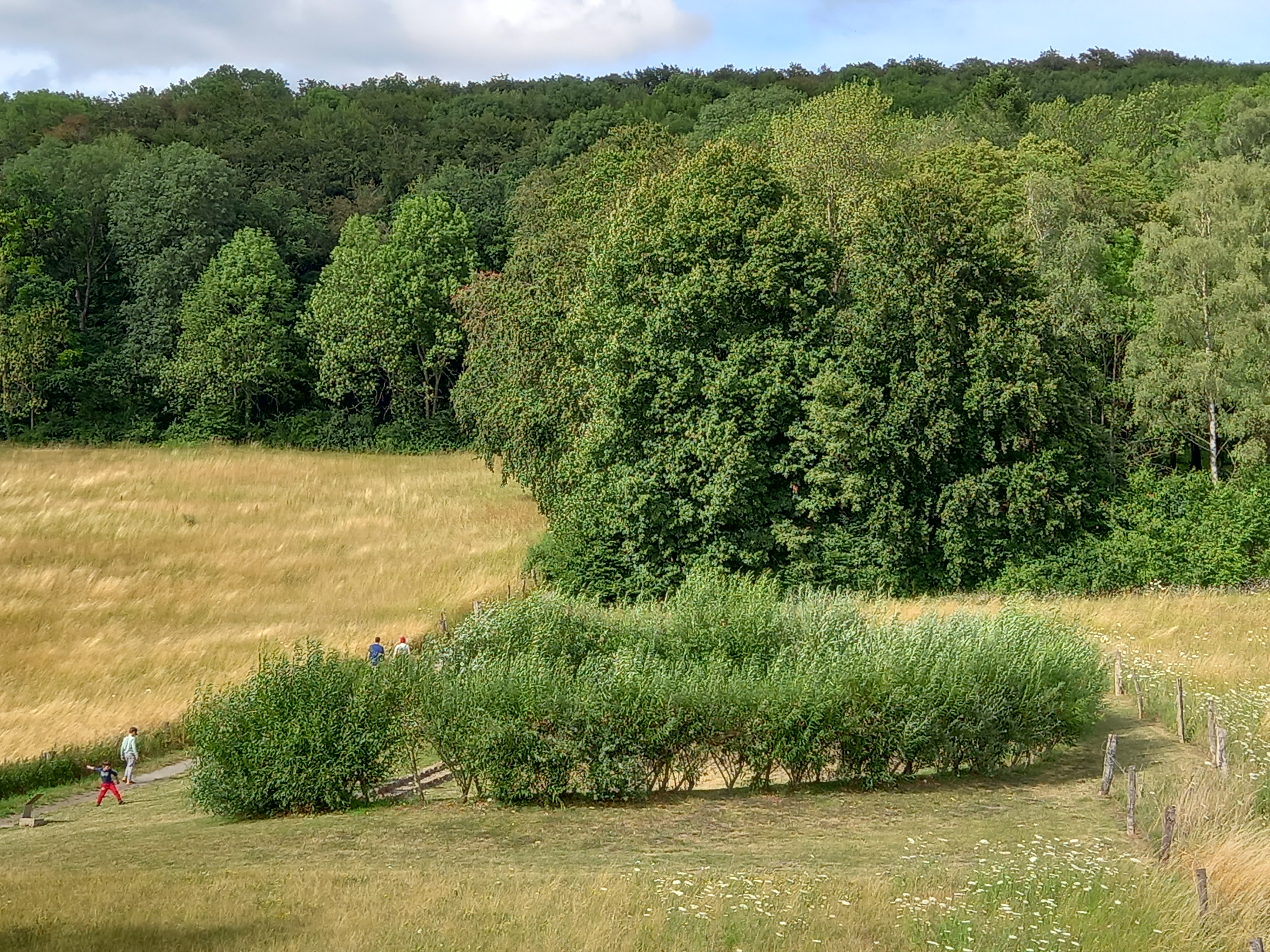
Blick von der Treppenskulptur des „garden project“ über den „Grünen Raum“ auf den Wald des Alten Friedhofs, in den der Hortensiengarten eingebettet ist.

Der Park befindet sich in Lengerich im Kreis Steinfurt. Die Anlage ist der südöstlichste Teil des Naturschutzgebiets Steinbruch im Kleefeld. Sie verbindet die LWL-Klinik Lengerich im Osten und die Helios-Klinik Lengerich im Westen. Die Ursprünge des Parkgeländes gehen auf Entwürfe aus dem Jahr 1860 von Peter Joseph Lenné zurück. Dieses Anlage sowie die Skulpturen vor der Klinikpforte sind ebenfalls Bestandteile des ALVA-Parks.

## ALVA-Skulpturenpark
Im Jahr 1999 wurde der ALVA-Skulpturenpark als Rundwanderweg zwischen den beiden Krankenhäusern eingerichtet. Heute verbindet der Rundwanderweg zudem die einzelnen Kunstobjekte. Der Skulpturenpark ist ein kontinuierlich wachsendes Projekt und wird fortdauernd mit neuen Skulpturen bereichert. Das Konzept dieser Anlage besteht darin, eine Verbindung zwischen Mensch und Kultur zum Wohle des Menschen herzustellen. Die Buchstaben ALVA sind eine Abkürzung für „ars longa – vita aeterna“ (lateinisch Die Kunst währt lang, das Leben ewig.) Die Skulpturen sind aus Materialien gefertigt, die in der Gegend zu finden sind.

### Land-Art und Skulpturen
alphabetisch nach Künstler

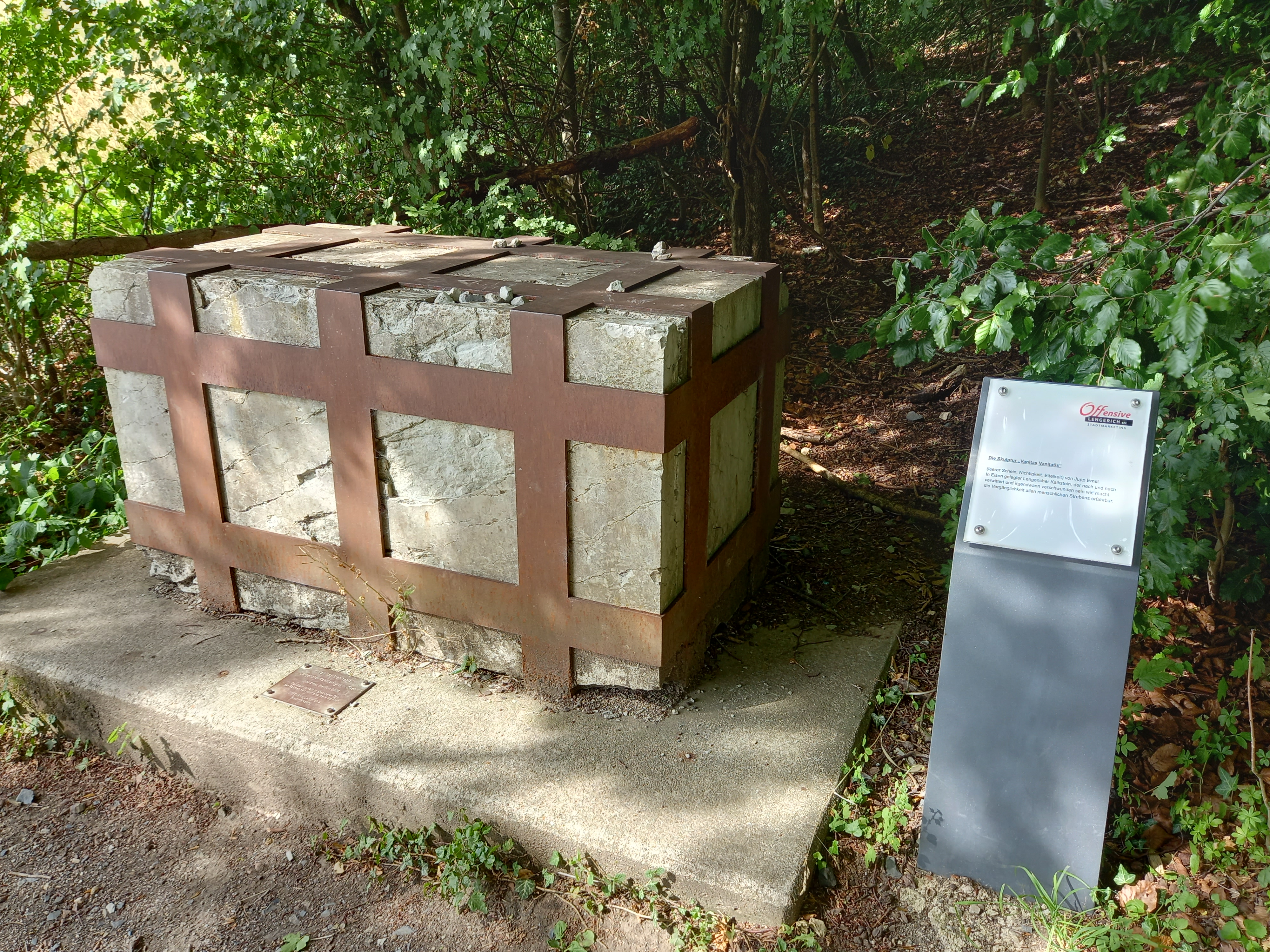
Kalkstein-Skulptur „Vanitas vanitatis“ am Übergang des Hortensiengartens in den Alva-Skulpturenpark

- Heinrich von Drietsch: Das Kartenhaus (2007)[4]

Die Installation besteht aus ineinander verkeilten, gravierten, farbigen Eichenbohlen. Sie nehmen die im Erdreich liegende Topographie der Landschaft auf.
- Jupp Ernst:  Vanitas vanitatis (2006)

Der Name der Skulptur folgt einem mittelalterlichen Verständnis mit der Bedeutung: Die Vergeblichkeit allen irdischen Strebens. Am großen, in Eisenbänder eingefassten Block aus Lengericher Kalkstein, kann man den beabsichtigten Veränderungs- und Verfallprozess beobachten.
- Andreas Hetfeld: Der grüne Raum (2013)

Das Land-Art-Projekt beschreibt einen tiefergelegten Kreis, der aus natürlichen Materialien der Umgebung geschaffen wurde. Über Naturstein-Treppen kann der begrünte Innenraum betreten werden. Die Skulptur ähnelt einem Freilufttheater. Umrahmt wird der Platz von Weiden.
- Ronald Jones: Lengerich-garden-project (2001)

Das erste Objekt des Parks, eine Treppenskulptur, entstand im Zuge der Skulptur Biennale Münsterland 2001. Der US-amerikanischen Künstler kreierte es gemeinsam mit Patienten der LWL-Klinik und Lengericher Bürgern. Die zugrundeliegende Fragestellung lautete „Wie sieht das Paradies aus?“
- Mandir Tix: Die 4 Stelen, Symbol für ALVA

Drei Stelen und eine Platte aus Anröchter Stein leiten als Wegmarken durch den Skulpturenpark.
- Winfried Totzek: Die Fliegenden Fische, zwei Stahlskulpturen
- Winfried Totzek: Die 3 mobilen Grazien

Die drei kinetischen Skulpturen bestehen aus rot lackierten Abflussrohren. Sie bewegen sich asymmetrisch, leicht im Wind.
- n.n.:Labyrinth (2004/2005)[4]

Das begehbare Labyrinth bauten Bürger während der Gartentage 2004.

## Hortensia Garden

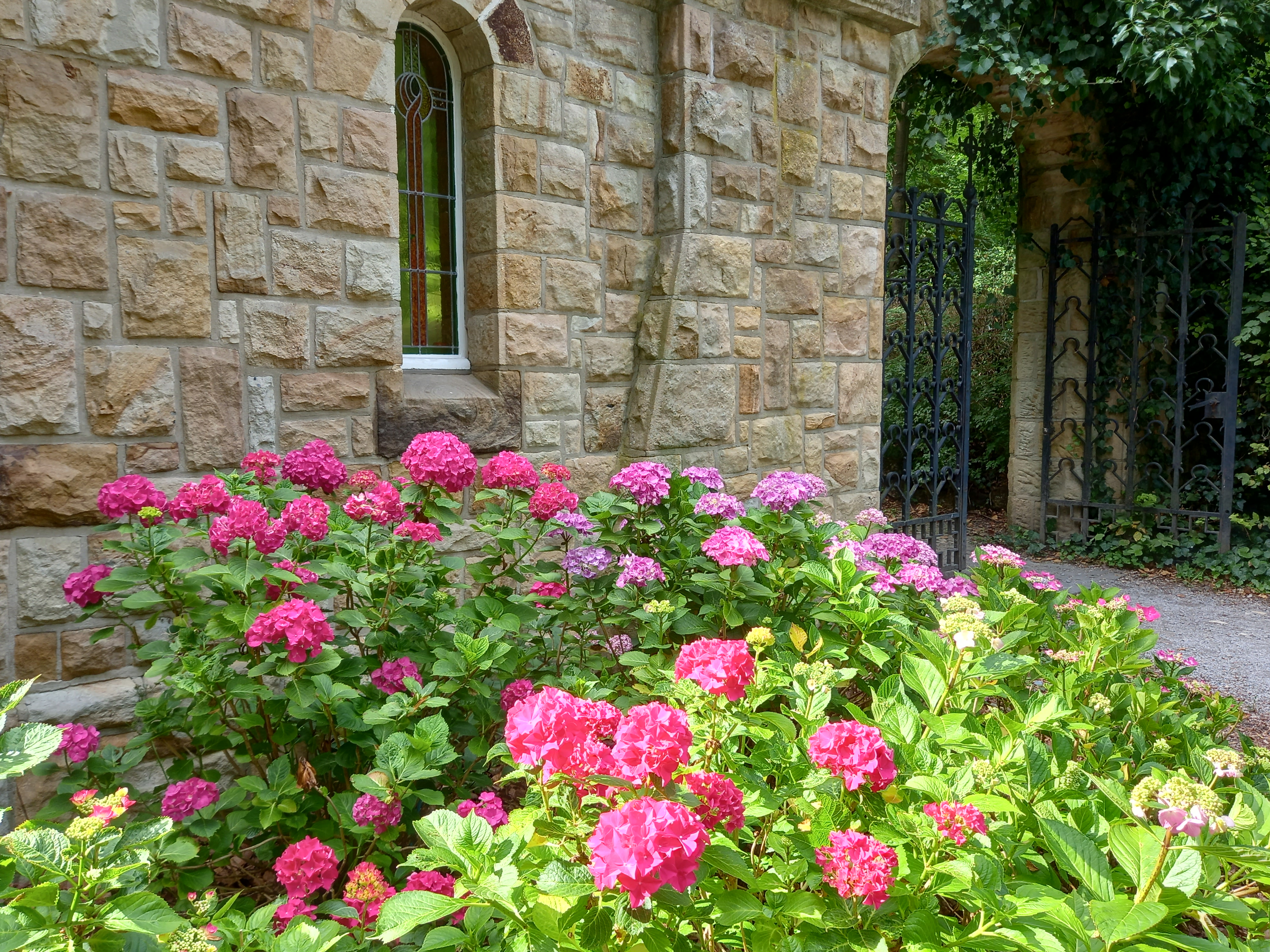
Eingang zum Hortensia Garden (2022)

Der Hortensiengarten trägt den Projektnamen Hortensia Garden. Er liegt auf dem alten Friedhofsgelände der 1867 eröffneten Anstalt „Bethesda“, der heutigen LWL-Klinik für Psychiatrie. Der alte Baumbestand ein idealer Standort für die Halbschattenpflanze Hortensie. Die Fläche der Anlage beträgt etwa 1 Hektar. Er ist als erster Hortensienpark Deutschlands entstanden. Der Hortensiengarten ist deshalb einzigartig, weil er sich in ein Naturschutzgebiet einfügt. Deshalb sind bestimmte Vorgaben einzuhalten, zum Beispiel bei den Pflegemaßnahmen der Hortensien. Die heimische Pflanzenwelt wird geschont. Die alten Gräber und Grabplatten bleiben erhalten.
Der erste Bauabschnitt wurde Mitte März 2017 abgeschlossen. Im Juli 2018 wurde der Garten offiziell als Bestandteil des Skulpturenparks eröffnet. Projektträger ist der Verein Offensive Lengerich e.V. Die Finanzierung setzt sich aus mehreren Quellen zusammen. Unter anderem ist das Projekt Hortensia Garden als Förderprojekt bei LEADER Tecklenburger Land anerkannt.
Zur Eröffnung waren zwischen 1.000 und 1.500 Hortensien aus acht Arten gepflanzt. 2018 hieß es, im Garten werden nach und nach mehr als 300 verschiedene Hortensiensorten gepflanzt, darunter auch viele historische. Ein Projekt, das von 2019 bis 2021 läuft, verspricht zusätzliche 400 – 450 Hortensiensorten, die noch nicht im Park gepflanzt sind und voraussichtlich auch künftig nicht mehr auf dem Markt erhältlich sein werden. Die Pflanzen werden mithilfe von Ehrenamtlichen unter fachmännischer Anleitung gepflegt. Der Hortensiengarten ist ganzjährig geöffnet. Im Sommer werden Seminare zum Thema Hortensien angeboten.

## Friedhofskapelle
1867 wurde die Klinik „Bethesda“ eröffnet. Knapp 60 Jahre später erhielt sie einen anstaltseigenen Friedhof mit einer Kapelle. Die Friedhofskapelle wurde 1926 eingeweiht. Ende der 1970er Jahre begann der Zerfall, unter anderem durch Vandalismus. Auf bürgerliche Initiative in den 1990er Jahren hin begann die Restaurierung. Sie markiert heute den Eingang zum Friedhof mit dem Kernbereich des dahinter liegenden Skulpturenparks.